# Hongtashan
Hongtashan (chinois simplifié : 红塔山 ; pinyin : hóngtǎshān) est une marque de cigarettes très populaire en Chine, produite par China National Tobacco Corporation. L'usine est située dans la ville-préfecture de Yuxi, dans la province du Yunnan.